# Rhopalotettix guangxiensis
Rhopalotettix guangxiensis är en insektsart som beskrevs av Zheng, Z. och G. Jiang 1998. Rhopalotettix guangxiensis ingår i släktet Rhopalotettix och familjen torngräshoppor. Inga underarter finns listade i Catalogue of Life.